# Intercity (album)
Intercity er Gnags' syvende studiealbum, udgivet i 1980 på Genlyd. Det er indspillet på New Experimental College i Thy med indspilningsudstyr fra Feedback-studiet, hvor det efterfølgende blev mixet. På Intercity arbejdede Gnags for første gang sammen med en producer i større stil, Robert Hauschild.
Musikken på Intercity videreudviklede new wave-tendenserne fra det forrige album, Burhøns, idet lydbilledet dog var blevet mere gennemsigtigt og mindre agressivt: Guitarerne dominerer mindre på Intercity end på Burhøns; til gengæld har keyboardinstrumenterne fået en mere fremtrædende plads, hvilket f.eks. er tydeligt i titelnummeret og i indledningen til "80'ernes hvide måge". På Intercity gik Peter A.G. Nielsen således gradvist over til at spille keyboard i stedet for bas. Ifølge Deleuran og Knus var det nye, mere kølige lydbillede inspireret af albummet Parallel Lines med det amerikanske band Blondie.
Det kølige musikalske udtryk modsvares af teksterne, der bl.a. beskriver fremmedgørelse og mangel på nærvær i en moderne civilisation. I titelnummeret hedder det f.eks.: "Man snakker ikke så meget sammen / i sådan et intercititog", hvor "flere og flere er åbenlyst trætte af at sku' sidde og se glade ud". I "Alene" er fortælleren "kun sig selv og sig selv", mens "80'ernes hvide måge" ikke kan "finde noget træ at lande i", og fortælleren i "Verden er sindssyg" aldrig har "set så megen splittelse". Man kan også indlæse pessimistiske træk ved nogle af teksterne. I den sidstnævnte sang hedder det bl.a., at "freden er en vakkelvorn bro over det totale sammenbrud", mens "Robotten" i det syvende nummer på pladen fortæller om "livet der dør ud / i takt med jorden der forstener" og præsenterer sig selv som "aldeles meningsløs".
Det sidste nummer, "Rockband på landevejen", beretter om en konkret hændelse, hvor Gnags' bus på vej hjem fra Schweiz gik i stå i tunnellen under Elben ved Hamborg, og hvor politiet trængte ind under den efterfølgende forsinkede koncert i Flensborg.

## Numre

### Side 1
1. "Intercity" (3:55)
2. "Rytmehans" (2:24)
3. "Alene" (3:01)
4. "De nye indianere" (2:48)
5. "Verden er sindssyg" (3:01)
6. "Nyt årti" (2:45)
7. "Robotten" (3:42)

### Side 2
1. "Johnnyboy" (3:47)
2. "80'ernes hvide måge" (3:29)
3. "Går omkring oppe på månen" (3:33)
4. "Hotel Harmonien" (4:26)
5. "Rockband på landevejen" (5:34)